# Station Vaulry
Station Vaulry is een spoorwegstation in de Franse gemeente Vaulry.
Het station opende op 31 december 1880 zijn deuren. Het gebouw herbergt een loket, een bagageruimte, een wachthal voor reizigers en een aparte wachtkamer voor eersteklasreizigers. Op de eerste verdieping bevond zich de woonruimte van de mensen die in het station werkten, inclusief een woonkamer, keuken en badkamer.
Het stationsgebouw werd gebruikt tot 1970. Van 1980 tot 1990 heeft het station leeggestaan. Ook in deze tijd stopten er wel treinen, maar er was geen bedrijvigheid meer in het stationsgebouw zelf.
In 1990 werd het stationsgebouw gekocht door particulieren, waardoor het in Nederlands familiebezit kwam.